# Yevhen Jacheridi
Yevhen Grigórovich Jacheridi (Melitopol, Unión Soviética, 28 de julio de 1987) es un futbolista ucraniano. Se desempeña como defensa en el FC Dinamo Brest. Internacional con la selección de fútbol de Ucrania, disputó las Eurocopa 2012 y 2016.

## Clubes
| Club               | País        | Año         |
| ------------------ | ----------- | ----------- |
| SC Olkom Melitopol | Ucrania     | 2005 - 2006 |
| FC Volyn Lutsk     | Ucrania     | 2006 - 2008 |
| FC Dinamo Kiev     | Ucrania     | 2008 - 2018 |
| PAOK               | Grecia      | 2018 - 2019 |
| FC Dinamo Brest    | Bielorrusia | 2020 -      |

## Palmarés

### Campeonatos nacionales
| Título                  | Club              | País    | Año  |
| ----------------------- | ----------------- | ------- | ---- |
| Liga Premier de Ucrania | FC Dinamo de Kiev | Ucrania | 2009 |
| Supercopa de Ucrania    | FC Dinamo de Kiev | Ucrania | 2009 |
| Supercopa de Ucrania    | FC Dinamo de Kiev | Ucrania | 2011 |
| Copa de Ucrania         | FC Dinamo de Kiev | Ucrania | 2014 |
| Liga Premier de Ucrania | FC Dinamo de Kiev | Ucrania | 2015 |
| Copa de Ucrania         | FC Dinamo de Kiev | Ucrania | 2015 |
| Liga Premier de Ucrania | FC Dinamo de Kiev | Ucrania | 2016 |
| Supercopa de Ucrania    | FC Dinamo de Kiev | Ucrania | 2016 |
| Superliga de Grecia     | PAOK Salónica FC  | Grecia  | 2019 |
| Copa de Grecia          | PAOK Salónica FC  | Grecia  | 2019 |